# 데이모스 (신화)
데이모스(Δεῖμος)는 군신(軍神) 아레스와 아프로디테 사이에서 태어난 아들이자 남신으로서 ‘패배’ 또는 ‘참패’를 뜻한다. 공포의 남신인 포보스와는 쌍둥이 형제다. 두려움을 의인화한 신으로서 아레스가 치솟는 분노를 이기지 못해 사람들을 살육하는 현장에 늘 모습을 나타냈다고 한다. 포보스와 사이가 좋지 않아 다툰다.